# Sophie Menter
Sophie Menter (29 iulie 1846 — 23 februarie 1918) a fost o pianistă și compozitoare germană care a devenit eleva favorită a lui Franz Liszt. Ea a fost numită l'incarnation de Liszt în Paris, pentru stilul ei interpretativ electrizant și robust, și a fost considerată una dintre cele mai mari pianiste virtuoaze ale timpului ei. A murit la Stockdorf, în apropiere de München.

## Biografie
Sophie Menter s-a născut la München, ca fiică a violoncelistului Josef Menter și a cântăreței Wilhelmine Menter (născută Diepold). A studiat pianul cu Siegmund Lebert și mai târziu cu Friedrich Niest. La 15 ani, ea a interpretat Konzertstück pentru pian și orchestră al lui Carl Maria von Weber, sub bagheta dirijorului Franz Lachner.
Primul ei concert a făcut-o să ajungă la Stuttgart, Frankfurt și în Elveția, iar în 1867 a devenit apreciată prin interpretarea muzicii pentru pian compuse de Liszt la Gewandhaus din Leipzig. În Berlin, Menter a făcut cunoștință cu celebrul pianist Carl Tausig; ea a devenit elevă a lui Liszt în anul 1869, după ce a studiat cu Tausig și cu Hans von Bülow. Între 1872 și 1886 a fost căsătorită cu violoncelistul David Popper, cu care a avut o fiică pe nume Celeste. În 1881 a ajuns pentru prima dată în Anglia și i s-a acordat doi ani mai târziu calitatea de membru de onoare al Societății Filarmonice Regale. În 1883 a devenit profesoară de pian la Conservatorul din Sankt Petersburg, dar a abandonat această poziție în 1886, pentru a continua să țină concerte.
Datorită popularității sale, Menter a avut parte de un succes pe care nu l-a atins niciun alt pianist, interpretând Primul Concert pentru Pian al lui Liszt, în 1869, la Viena, la 12 ani după premiera dezastruoasă a operei. Unul dintre specialitățile sale în recitalurile susținute a fost o piesă intitulată Rapsodii, care era un mix a trei Rapsodii maghiare ale lui Liszt — nr. 2, 6 și 12, împreună cu fragmente din mai multe altele. De asemenea, ea a compus diferite piese pentru pian, în principal, într-un stil genial, dar a considerat că are un talent compozițional „mizerabil”.

## Descriere
Liszt a descris-o pe Menter ca „singura mea fiică pianistă”; el a proclamat că „nici o femeie nu o poate atinge” și, mai ales, a admirat „mâna ei cu care cântă”. Criticul Walter Nieman a descris stilul ei ca fiind „un amestec de virtuozitate și eleganță; un fel de ton lisztian mare, circular și complet; temperament de foc; apăsare masculină a clapelor; plasticitate; o măiestrie distinsă, în care sufletul, spiritul și tehnica sunt topite în armonie și unire”.
George Bernard Shaw, care a auzit-o pe Menter în 1890, a scris că ea „produce un efect de o măreție care-l lasă pe Paderewski mult în urmă ... Doamna Menter pare să interpreteze cu o agilitate splendidă, dar ea nu cântă mai repede decât pot să audă urechile, așa cum pot și fac mulți interpreți; și aceasta este deosebirea dintre atacarea și intenția dată fiecărei note care face interpretarea ei irezistibil de impetuoasă”"
Piotr Ilici Ceaikovski a cunoscut-o bine pe Menter și i-a dedicat muzica din Concertul fantezie (deși aranjamentul pentru pian îi fusese dedicat anterior Annei Yesipova). În timp ce a stat cu ea în Austria, în septembrie 1892, el i-a compus orchestrația piesei Ungarische Zigeunerweisen (Concert în stil unguresc) pentru pian și orchestră; de asemenea, el a dirijat orchestra care a interpretat această piesă în premiera din Odesa patru luni mai târziu. Cu toate acestea, s-a susținut că Franz Liszt ar fi compus partea pentru pian sau cel puțin ar fi contribuit la ea, dar i-ar fi ascuns acest lucru lui Ceaikovski..